# Pseudodaphnella hadfieldi
Pseudodaphnella hadfieldi is een slakkensoort uit de familie van de Raphitomidae. De wetenschappelijke naam van de soort is voor het eerst geldig gepubliceerd in 1895 door Melvill & Standen.